# Alicia Pucheta

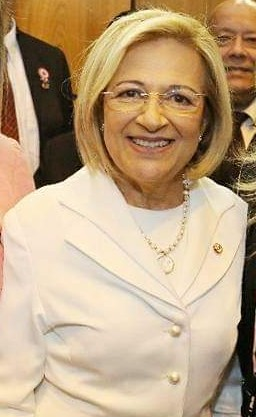
Alicia Pucheta, 2018

Alicia Beatriz Pucheta de Correa (geborene Pucheta Valoriani; * 14. Januar 1950 in Asunción) ist eine paraguayische Juristin und Politikerin, die 2018 für drei Monate Vizepräsidentin Paraguays war. Pucheta ist die erste Frau, die dieses Amt innehatte.

## Vizepräsidentin von Paraguay
Am 11. April 2018 verließ Juan Afara das Amt des Vizepräsidenten, um bei den Parlamentswahlen 2018 als Senator zu kandidieren. Pucheta wurde noch im selben Monat vom paraguayischen Präsidenten Horacio Cartes als Nachfolgerin von Afara als Vizepräsidentin von Paraguay nominiert. Zum Zeitpunkt ihrer Nominierung war Pucheta Richterin am Obersten Gerichtshof von Paraguay; sie trat am 30. April von diesem Amt zurück. Puchetas Nominierung wurde in Berichten kritisiert, die die Ernennung als Auszeichnung für Pucheta ansahen, weil sie als Mitglied des Obersten Gerichtshofs die Kandidatur von Cartes für den Senat bei den Parlamentswahlen 2018 zugelassen hatte, obwohl dies nach der Verfassung nicht zulässig war. Sie trat das Amt am 9. Mai 2018 an und ist damit die erste Frau, die die Vizepräsidentschaft Paraguays innehatte.
Präsident Cartes erklärte, dass er vor dem Ende seiner Amtszeit am 15. August 2018 vom Präsidentenamt zurücktreten werde, um einen Sitz im Senat einzunehmen. In diesem Fall wäre Pucheta die erste Frau, die Präsidentin von Paraguay wird, und auch die erste Frau, die Vizepräsidentin und Präsidentin wird, ohne vom Volk gewählt worden zu sein. Cartes zog jedoch am 26. Juni 2018 sein Rücktrittsgesuch zurück, nachdem der Kongress nicht über seinen Rücktritt abgestimmt hatte.

## Privates
Pucheta ist die Tochter von Justo Pucheta Ortega und Beatriz Valoriani. Ihr Vater war ebenfalls Musiker; er gehörte zu einem Musikduo, das 1926 das erste Album mit paraguayischer Musik aufnahm. Nach dem Chacokrieg ging er als Strafrichter nach Pilar, wo er Puchetas Mutter kennenlernte. Nach ihrer Heirat ließen sie sich in Asunción nieder.
Pucheta war mit einem Kollegen, dem Rechtsanwalt Carlos Alberto Correa Vera, verheiratet. Sie ist Mutter von zwei Söhnen: Hugo Armando, der in die Fußstapfen seiner Eltern trat, und Luis Arturo, der eine medizinische Laufbahn einschlug. Correa Vera starb am 30. Juni 2016.